# Rudolf Weinmann (Widerstandskämpfer)
Rudolf Weinmann (* 1915 in Berlin; † 7. Oktober 2004 in Buenos Aires) war ein deutscher kommunistischer Aktivist.

## Leben
Rudolf Weinmann besuchte die Oberrealschule und wurde Arbeiter in einer Werkzeugfabrik. Zum Zeitpunkt der Machtergreifung der Nationalsozialisten war er Mitglied des Kommunistischen Jugendverbandes Deutschlands in Berlin, im September 1933 wurde er verhaftet und gefoltert.
Ihm gelang darauf die Flucht in die Niederlande. Nach einer Berufsausbildung als Mechaniker und Maschinenbauer emigrierte er nach Argentinien, wo er als Dreher und Metallarbeiter seinen Lebensunterhalt bestritt und dem Verein Vorwärts beitrat. Weinmann war Mitgründer der Zeitung Volksblatt, die er nach dem Verbot im Untergrund weiter veröffentlichte.
Von 1941 bis 1945 war er Sekretär der deutschen Parteigruppe innerhalb der illegalen Kommunistischen Partei Argentiniens. Er blieb in Argentinien und arbeitete als Vertreter für Werkzeugmaschinenfabriken.